# Église Saint-Pierre-ès-Liens de l'Estaque
Pour les articles homonymes, voir Église Saint-Pierre-ès-Liens et Estaque (homonymie).
L'église Saint-Pierre-ès-Liens de l'Estaque (San Peiro l’Estaco, en provençal) est une église de style classique du XIXe siècle, dédiée à saint Pierre-ès-Liens, de L'Estaque dans le 16e arrondissement de Marseille, en Provence.

## Historique
Cette église est construite en 1851, au centre de L'Estaque (ancien hameau isolé de pêcheurs et de fabricants de briques, tuiles, carreaux, et tomettes, devenu un quartier de Marseille) sur les hauteurs du port de l'Estaque, avec vue panoramique sur la mer Méditerranée. 

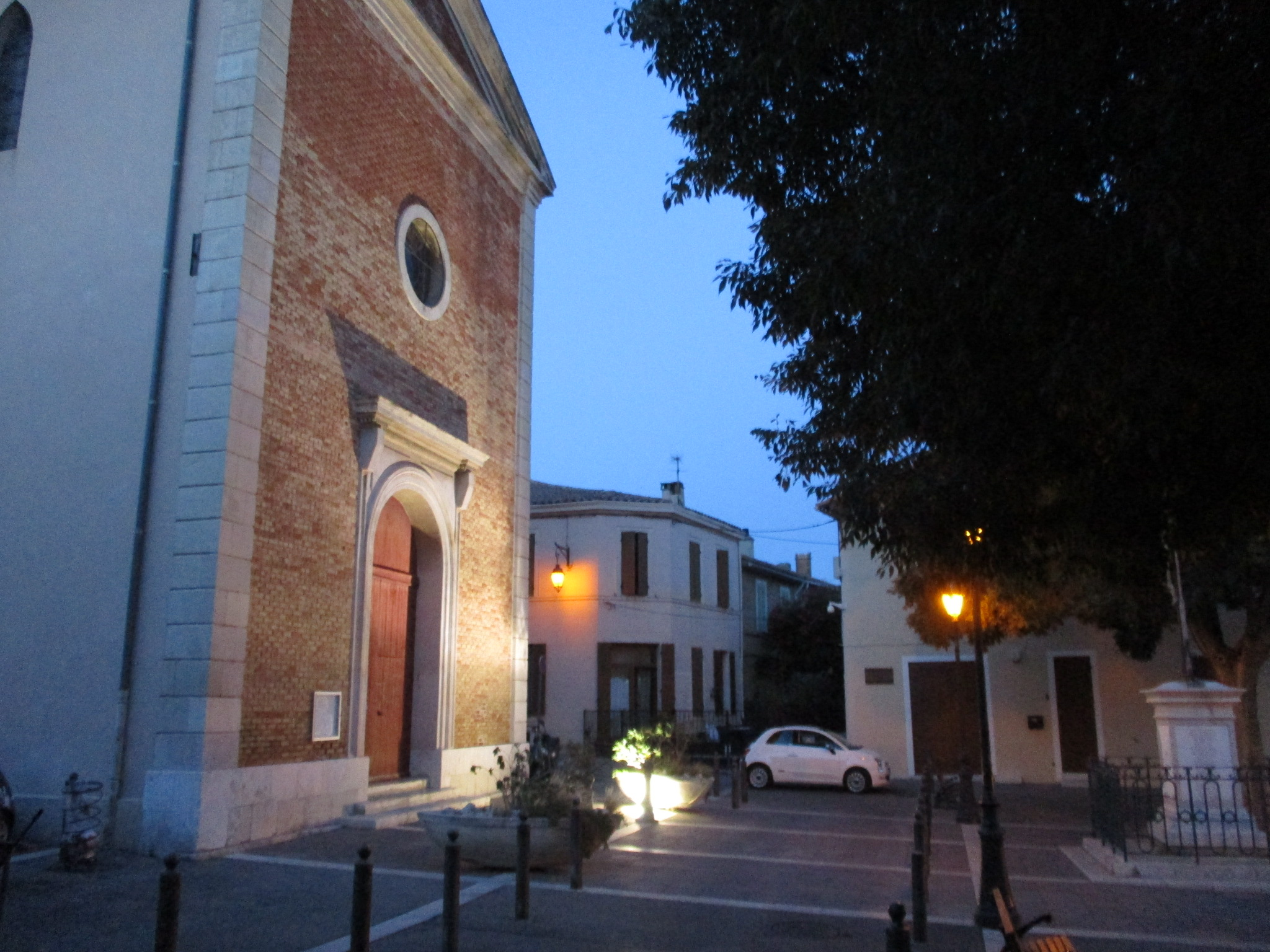
Maison de Cézanne à L'Estaque (à droite)
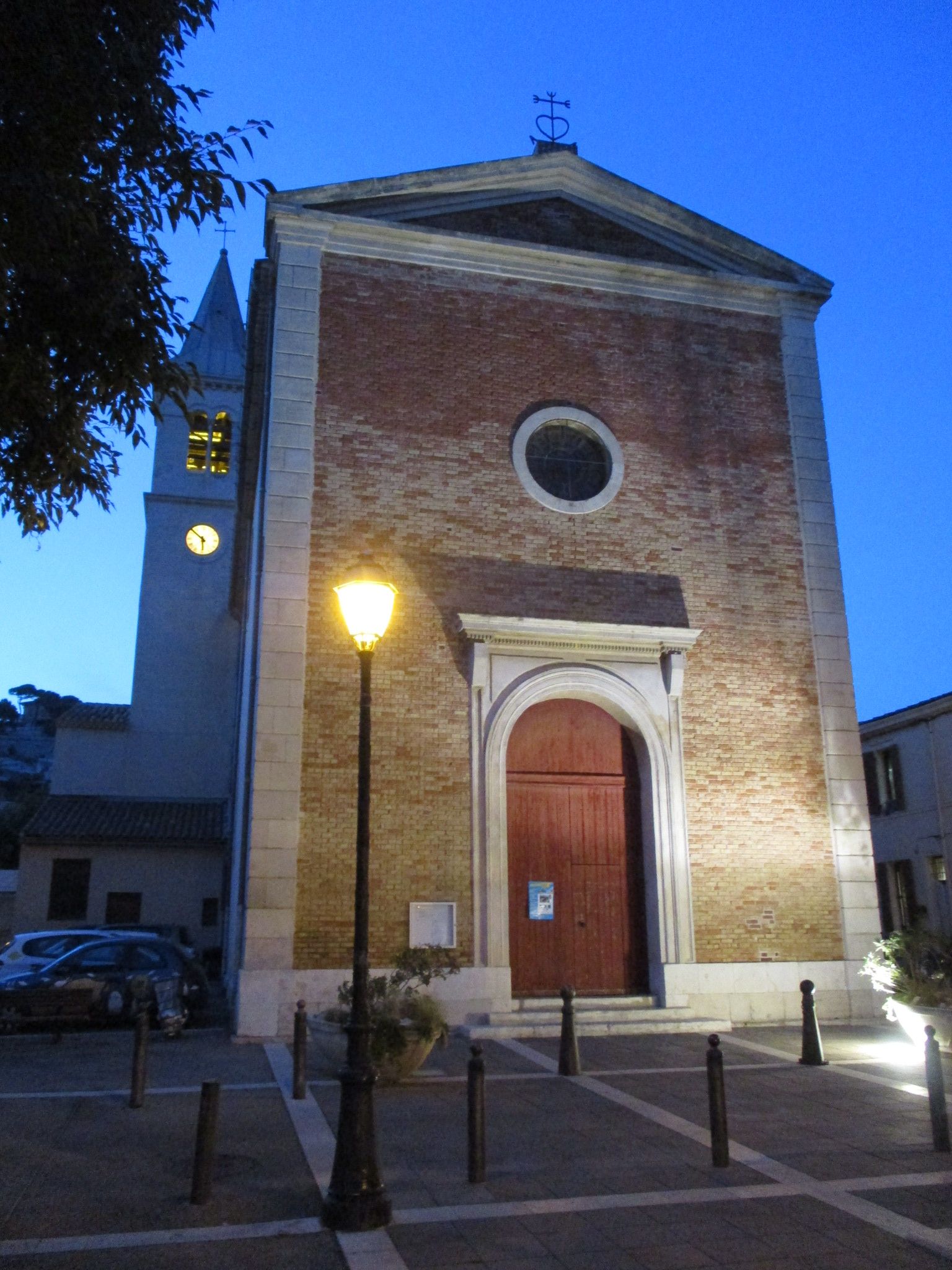
Façade classique
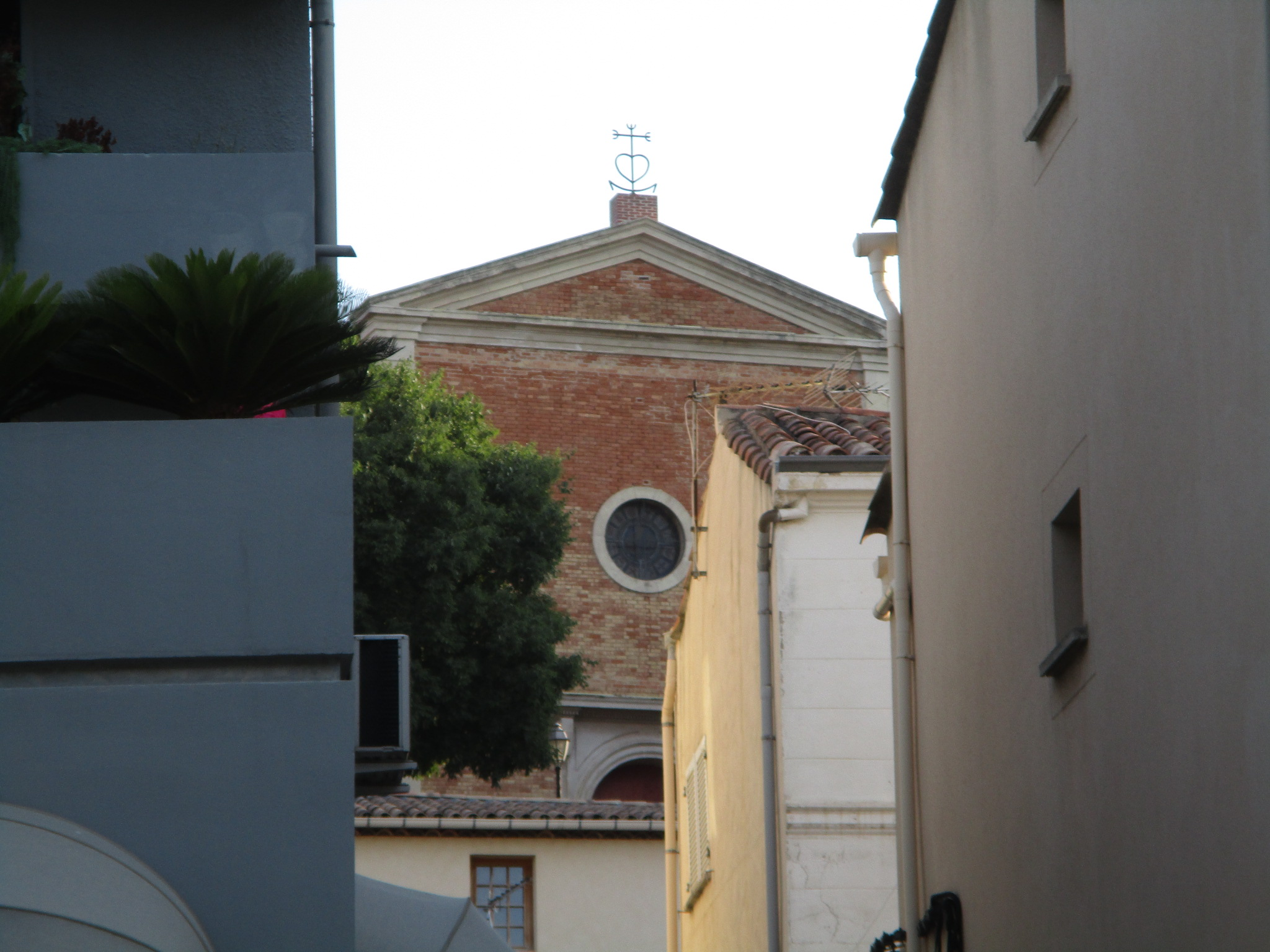
Fronton et croix camarguaise

La façade de style classique est en brique apparente ocre, et le reste de l'édifice en maçonnerie enduite, avec toiture en tuile provençale, et clocher-tour érigé en 1863

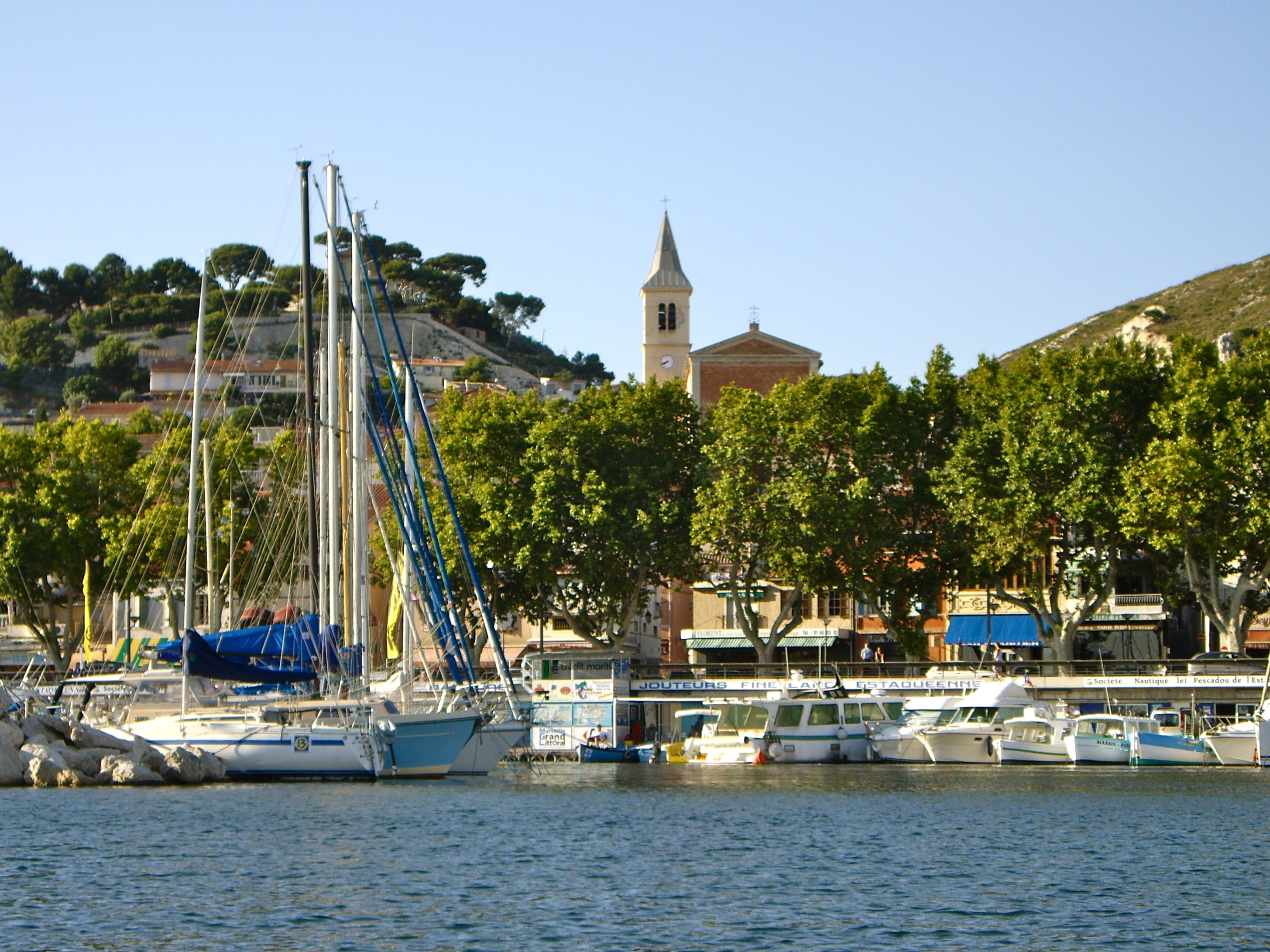
Vue depuis le port de L'Estaque
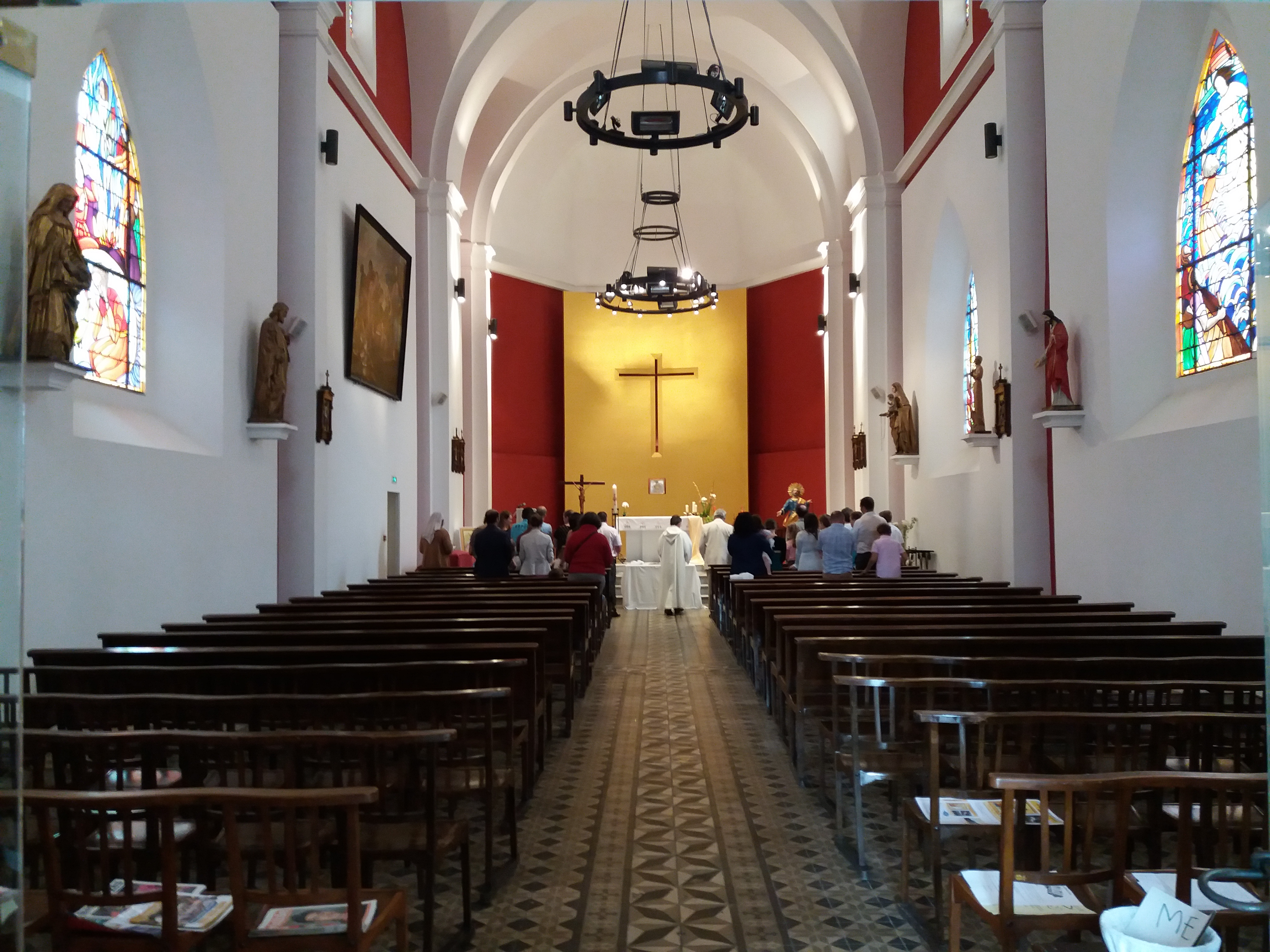
Intérieur
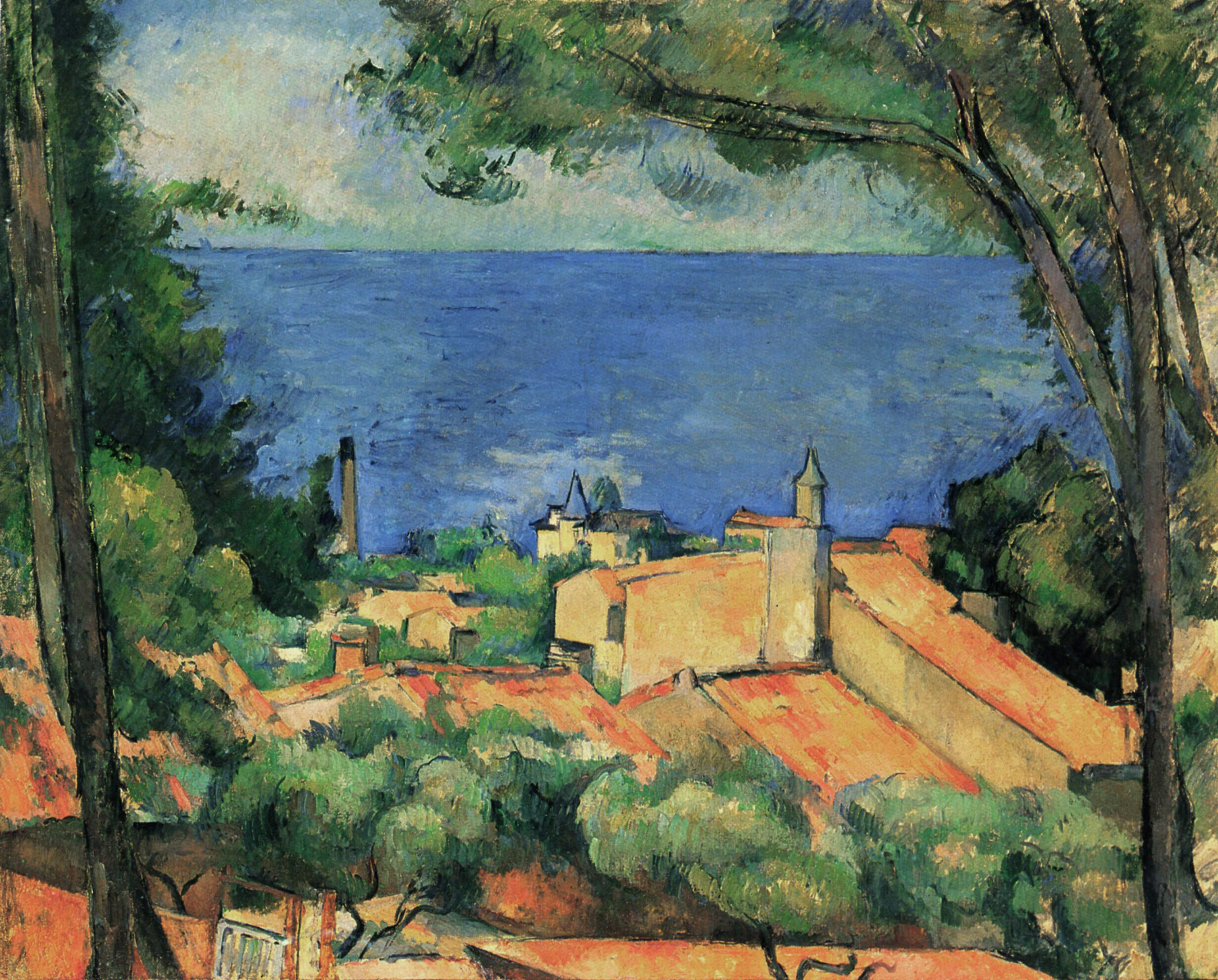
L'Estaque aux toits rouges, par Paul Cézanne

Le célèbre peintre provencal Paul Cezanne (1839-1906) séjourne régulièrement dans la maison de Cézanne à L'Estaque voisine, de 1870 à 1883, pour peindre les alentours. 

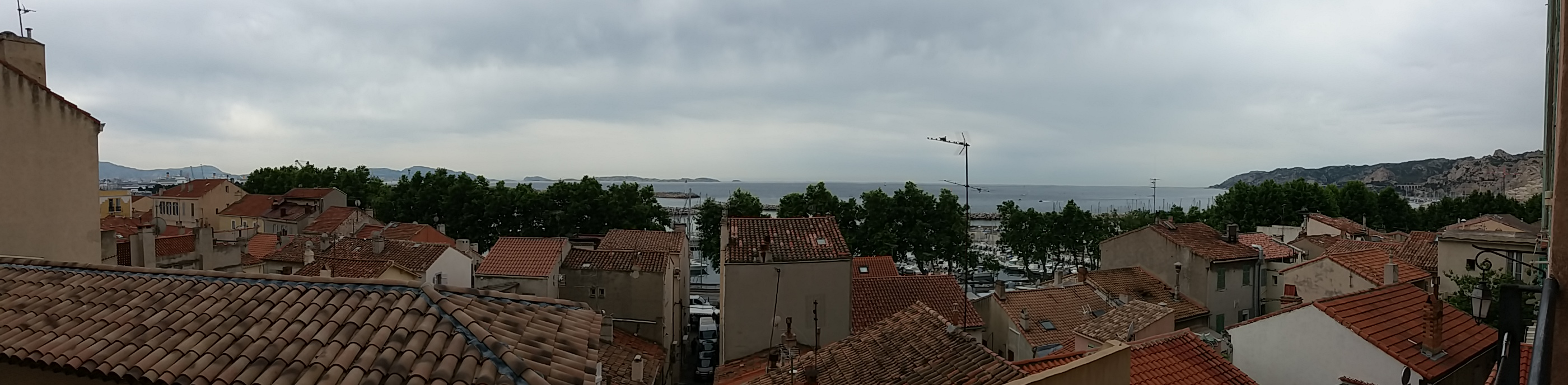
Vue panoramique depuis l'église, sur les toits de L'Estaque et sur la mer Méditerranée.